# دروغگوی ناکجا آباد
دروغگوی ناکجا آباد (به هندی: Jhootha Kahin Ka) فیلمی محصول سال ۲۰۱۹ و به کارگردانی اسمیپ کانگ است. در این فیلم بازیگرانی همچون ریشی کاپور، جیمی شرگیل، لیلیت دوبی، سانی سینگ، اومکار کاپور، مانوج جوشی، نیمیشا مهتا، پوجیتا پونادا، سانی لئونه و ناتاسا استانکوویچ ایفای نقش کرده‌اند.